# تقی‌الدین محمد شوشتری
تقی‌الدین محمد شوشتری (زاده ۱۶۲۶ (میلادی) - درگذشته ؟) ادیب، مترجم و شاعر ایرانی، در دربار اکبرشاه بود. وی در علوم معقول و منقول نیز مهارت کامل داشت.
تقی‌الدین شوشتری در زمان اکبرشاه، از شیراز راهی هند شد. ابتدا به دستگاه عبدالرحیم‌خان خانان پیوست و تحت حمایت او، دو اثر آداب‌العرب و الفرس از ابوعلی مسکویه و سراج‌الملوک از ابوبکر طرطوسی را از عربی به فارسی ترجمه کرد. سپس به دربار اکبرشاه راه یافت.
تقی‌الدین محمدبن شیخ محمد ارجانی تُستری در زمان جهانگیرشاه ترجمهٔ دیگری از کتاب الحکمةالخالده کرده‌است.